# Pujol (Torrefeta i Florejacs)
Pujol és una masia de les Cases de la Serra, al municipi de Torrefeta i Florejacs (Segarra), inclosa a l'Inventari del Patrimoni Arquitectònic de Catalunya.

## Descripció
És un edifici de quatre façanes i quatre plantes. A la façana sud, a la planta baixa a l'esquerra, hi ha una entrada amb llinda de fusta i porta de fusta. A la següent planta al centre hi ha una entrada amb gran llinda de fusta i porta de fusta de doble batent. A la seva esquerra hi ha una obertura quadrada. A la planta següent hi ha dos balcons amb barana de ferro a l'esquerra, i a la dreta hi ha una finestra.
A la façana oest, la part esquerra està coberta per un altre cos que també té funció d'habitatge. A la part dreta a la planta baixa hi ha una contrafort. A la tercera planta a la part dreta hi ha una finestra, i a la darrera una altra. A la façana nord hi ha una finestra a la segona planta i una altra a la tercera. La façana est està coberta per un altre cos adjunt a l'edifici. La coberta és d'un vessant (sud), acabada amb teules.

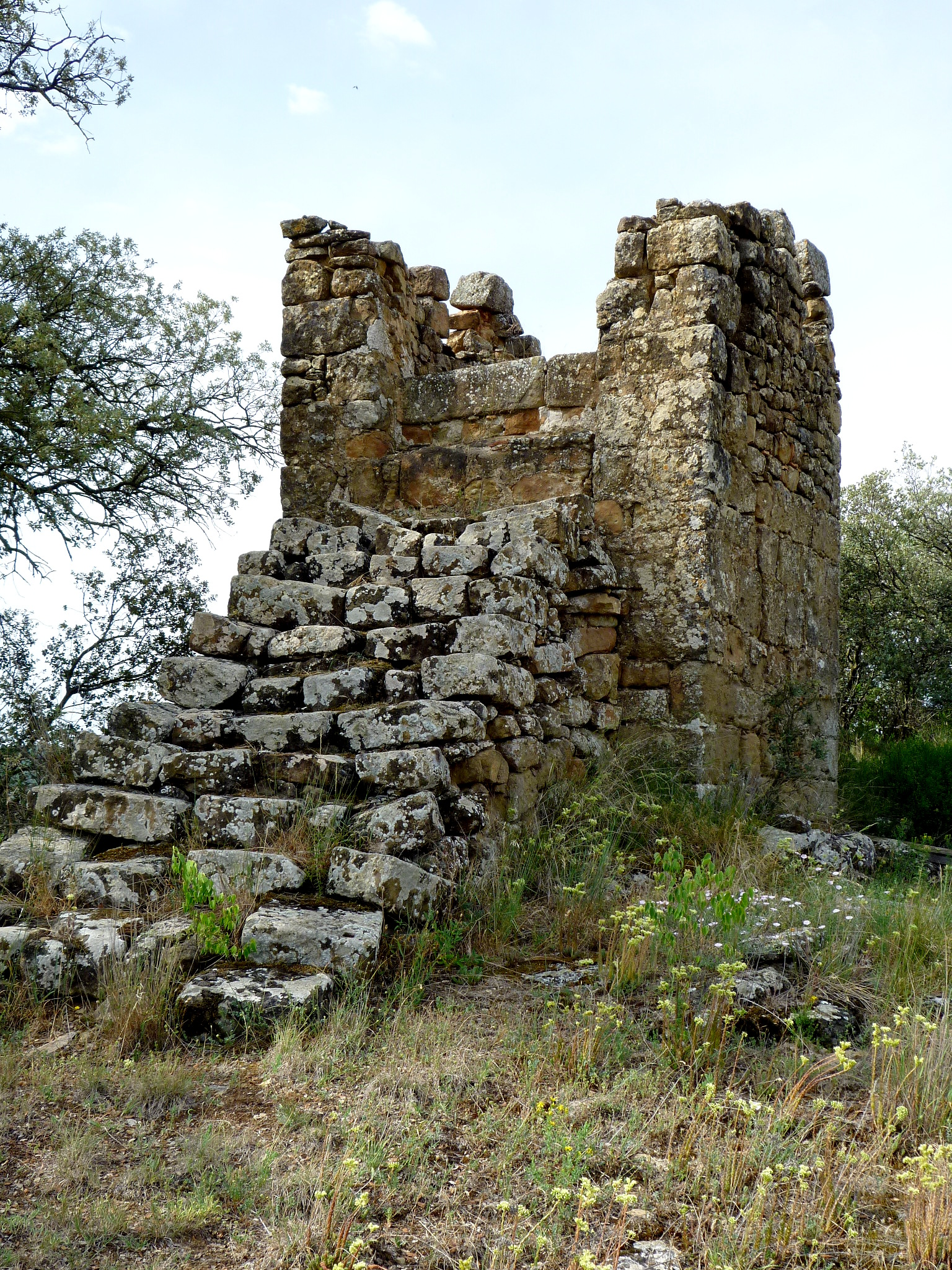
El cup pel vi

El cos adjunt a la façana oest té quatre plantes i tres façanes. A la façana sud, a la planta baixa, hi ha una entrada amb llinda i porta de fusta. A la planta següent a l'esquerra hi ha una altra entrada amb llinda i porta de fusta a la qual s'accedeix per unes escales de pedra que pugen de la planta baixa. A la seva dreta té una petita finestra. A les dues plantes següents hi ha una finestra. A la façana oest hi ha una petita espitllera a la planta baixa i a la planta següent hi ha una finestra. A la façana nord a la tercera planta hi ha una finestra. La coberta és de dos vessants (nord-sud), acabada amb teules.
Adjunt a la façana est de la casa hi ha un altre cos. A la façana sud hi ha una petita terrassa amb barana de ferro que dona a la tercera planta. En aquesta hi ha un pou. A la façana est hi ha dues finestres a la segona planta i una a la tercera. Davant de la façana sud de l'edifici principal hi ha les restes d'una petita edificació, que no conserva la coberta, on, a l'interior, hi ha una forn.
Hi ha diversos edificis que tenien funció ramadera. A uns 100 metres de la casa hi ha un cup de vi de gran bellesa.